# Rhinogobius giurinus
Rhinogobius giurinus är en fiskart som först beskrevs av Rutter, 1897.  Rhinogobius giurinus ingår i släktet Rhinogobius och familjen smörbultsfiskar. IUCN kategoriserar arten globalt som livskraftig. Inga underarter finns listade i Catalogue of Life.